# الکسی لئونوف
الکسی آرخیپوویچ لئونوف (به روسی: Алексей Архипович Леонов) (زاده ۳۰ مه ۱۹۳۴ – ۱۱ اکتبر ۲۰۱۹) کیهان‌نورد روسی و   نخستین انسانی است که اقدام به راهپیمایی فضایی کرده‌است.
الکسی لئونوف فضانورد و سرلشکر بازنشسته نیروی هوایی روسیه (و شوروی سابق) است. وی در کنار فضانوردی به هنر نقاشی هم اشتغال داشته و عضو فرهنگستان هنری روسیه است. لئونوف در تمام مأموریت‌های فضایی‌اش، به همراه خود مداد رنگی و مداد شمعی به مدار زمین می‌برده و صحنه‌هایی را که از فضاپیما می‌دیده نقاشی می‌کرده‌است.
الکسی لئونوف در دو مأموریت تاریخی شرکت داشته‌است: در مأموریت واسخود-۲ نخستین راهپیمایی فضایی را انجام داد و در پروژه آزمایشی آپولو-سایوز در نخستین همکاری بین‌المللی فضایی نقش مؤثری ایفا کرد. وی پس از انجام مأموریت‌های فضایی‌اش، از سال ۱۹۷۶ فرماندهی گروه کیهان‌نوردان شوروی و پس از آن روسیه، مدیریت مرکز آموزش فضانوردان گاگارین، و ویراستاری گاهنامه فضانوردی نپتون را به عهده گرفت. آلکسی لئونوف در سال ۱۹۹۱ بازنشسته شد.

## زندگی

### کودکی
الکسی لئونوف روز ۳۰ مه ۱۹۳۴ در روستای لیستویانکا در سیبری مرکزی چشم به جهان گشود. لئونوف‌ها خانواده‌ای پرجمعیت بودند؛ الکسی ۷ خواهر و ۴ برادر داشت. سه ساله بود که پدرش که از اعضای ارشد شورای روستا بود، در پی حسادت و توطئه مدیر تعاونی محلی به «دشمنی با خلق» متهم و زندانی شد و تمام اموال خانواده‌شان مصادره گردید. پس از این واقعه خانواده او در اوج سرمای زمستان مجبور به ترک روستا و مهاجرت به شهرکی دیگر در استان کِمِرُوو شدند، و هر یازده نفر آن‌ها با حداقل درآمد در یک اتاق اسکان داده شدند. پدرش پس از یک سال در دادگاه بی‌گناه شناخته شد و پس از آزادی از زندان و دریافت غرامت به خانواده پیوست. پدر، مادر و خواهرش همه در نیروگاه برق محلی به کار مشغول شدند و از آن پس، وضع زندگی آن‌ها رو به بهبود نهاد.
الکسی از کودکی به نقاشی علاقه‌مند بود و خانواده‌اش او را با خرید کاغذ، مداد رنگی، آبرنگ و بوم تشویق می‌کردند. پیش از دوران مدرسه، استعداد او در نقاشی به وی کمک کرده بود که از راه رنگ زدن گچکاری دیوار دوستان و آشنایان، درآمد ناچیزی برای خود کسب کند. آرزوی آلکسی این بود که در بزرگسالی هنرمند شود.
شش ساله بود که یک خلبان نیروی هوایی شوروی به روستای آن‌ها آمد و الکسی کوچک از رفتار، یونیفرم و ظاهر خلبان شدیداً تحت تأثیر قرار گرفت. خود لئونوف در این مورد می‌گوید:
من اینقدر تحت تأثیر این میهمان خلبان قرار گرفته بودم که همه جا سایه‌اش را دنبال می‌کردم. بالاخره خلبان متوجه این موضوع شد و علتش را از من پرسید. من هم بدون درنگ گفتم: «من می‌خواهم مثل شما باشم، می‌خواهم روزی خلبان بشوم، مثل شما». خلبان لبخندی زد و پاسخ داد: «چرا که نه؟ اگر واقعاً این آرزو را داری چیزی جلویت را نگرفته. برای خلبان شدن باید قوی باشی، خوب درس بخوانی، و هر روز صبح دست و صورتت را با صابون بشویی! قول می‌دهی به حرفهایی که گفتم گوش کنی؟» من بلافاصله گفتم «بله قول می‌دهم»، و با اینکه مثل اکثر بچه‌ها دل خوشی از آب و صابون نداشتم، به خانه رفتم و دست و صورتم را با صابون شستم. پس از آن هروقت آن خلبان را می‌دیدم دستهایم را به او نشان می‌دادم و او هم با لبخند و تکان دادن سر، کار من را تأیید می‌کرد.
پس از آن و در طول سال‌های مدرسه، آلکسی عشق به هنر را با نقاشی، و آرزوی خلبانی را با دیدن فیلم‌های هوانوردی و ساختن ماکت مدل‌های مختلف هواپیما در درون خود زنده نگه می‌داشت.
سال‌های پایانی مدرسه الکسی با مرگ ژوزف استالین مصادف بود. آغاز رهبری نیکیتا خروشچف و فروپاشی دستگاه مخوف سرکوب استالین شرایط کشور را به آرامی تغییر داد.

### دانشکده هنر
در بهار سال ۱۹۵۳ میلادی و در طول ماه‌های پایانی دبیرستان، الکسی برای بازدید و ثبت نام در دانشکده هنر عازم شهر ریگا در جمهوری لتونی شد. ابتدا دریافت که برای ورود به دانشکده هنر باید در آزمون دانشکده شرکت کند، ولی مدیر دانشکده پس از مرور نقاشی‌های الکسی به او گفت که پس از فارغ‌التحصیلی از دبیرستان می‌تواند کار خود را در دانشکده آغاز کند.
اما رؤیای الکسی در همان روز نقش بر آب شد. وی پس از گپ زدن با چند نفر از دانشجویان دریافت که از پس هزینه‌های زندگی در ریگا برنخواهد آمد. هزینه اجاره یک اتاق در ریگا ۵۰۰ روبل در ماه بود درحالیکه حقوق ماهیانه پدر آلکسی بیشتر از ۶۰۰ روبل نبود، و ضمناً پدرش باید خرج خانواده را هم پرداخت می‌کرد. برنامه تحصیل در دانشکده هنر ممکن نبود و آلکسی به خانه بازگشت.
با از دست رفتن امکان تحصیل در دانشکده هنر، وی تصمیم گرفت که رؤیای دوم خود را دنبال کند: خلبانی!

### ورود به دانشکده خلبانی
در همان سال، الکسی وارد دانشکده خلبانی کرمنچوگ در اوکراین شد. دو سال اول را به آموختن مبانی پرواز، و پرواز با هواپیماهای ساده سپری کرد. سپس برای آموختن پرواز با هواپیماهای جت جنگنده به دانشکده عالی خلبانی در چوگویف رفت. بخاطر استعداد، پشتکار و انضباط، پس مدت کوتاهی با ترفیع به درجه گروهبانی، به عنوان دستیار فرماندهی دانشجویان دانشکده خلبانی منصوب شد.
در همین حال در تمام طول آموزش در دانشکده خلبانی، الکسی به فعالیت‌های هنری خود ادامه می‌داد و برای افزایش مهارت‌هایش در کلاس‌های شبانه طراحی شرکت می‌کرد. علاوه بر هنر، وی در این دوره به ورزش‌های شمشیربازی، والیبال و قایقرانی نیز می‌پرداخت.
زمانی که الکسی از دانشکده خلبانی فارغ‌التحصیل شد، پدرش هم بازنشسته شده بود و در همان پایگاه هوایی برای خود کاری به عنوان باغبان دست و پا کرده بود. او برخی از تکیه کلام‌های خلبانان را یادگرفته بود و پند و اندرزهایش را در قالب آن‌ها برای الکسی تکرار می‌کرد: «برای ترمز گرفتن تا آخر باند صبر نکن، و عشقبازی را هم به وقت پیری مینداز!»

### دانشکده خلبانان آزمایشگر
در سال ۱۹۵۹ در طول پرواز با یک فروند میگ-۱۵ تغییریافته، هواپیما دچار یک رشته نقص فنی خطرناک شد. او به جای پرش به بیرون و رها کردن هواپیما، که روش معمول و معقول در آن شرایط بود، موفق شد هواپیما را با دردسر زیاد ولی سالم فرود بیاورد. چند روز پس از این واقعه، گروهی نظامی به پایگاه هوایی وی رفتند و از او دعوت کردند که به دانشکده خلبانان آزمایشگر ملحق شود و به آزمایش نسل جدید هواپیماهای جنگنده و وسایل پرنده پیشرفته بپردازد. پیش‌شرط ورود به آنجا، گذراندن آزمایش پزشکی در مسکو عنوان شده بود.
پس از آزمایش‌های اولیه پزشکی، روانی و استقامت، از ۳۰۰۰ مدعو نهایتاً ۴۰ نفر برای دور دوم آزمایش‌ها انتخاب شدند. روز ۴ اکتبر ۱۹۵۹ در سالن انتظار بیمارستان نیروی هوایی در مسکو، الکسی با یکی دیگر از خلبانان برگزیده که در حال خواندن کتاب پیرمرد و دریا بود آشنا شد: یوری گاگارین.

## فعالیت در برنامه فضایی

### ورود به برنامه فضایی
الکسی لئونوف و یوری گاگارین هر دو جزء گروه کوچکی بودند که پس از چند دوره آزمایش مضاعف انتخاب شدند. پس از این انتخاب، به آلکسی اطلاع داده شد که می‌توانند در این مرحله تصمیم بگیرند که خلبان آزمایشگر باشند، یا به گروه در دست تأسیس کیهان‌نوردان بپیوندند. او کیهان‌نوردی را انتخاب کرد.
درست قبل از ورود به برنامه فضایی، آلکسی با اسوتلانا پاولوونا ازدواج کرد.
او در مارس ۱۹۶۰ به برنامه فضایی شوروی وارد شد و تمرین‌های خود را آغاز کرد. گروه نخست فضانوردان تمرین‌های بسیار سختی داشتند و باید خود را برای شرایط ناشناخته و پیش‌بینی نشده آماده می‌کردند. به‌جز تمرین‌های سخت و آموزش در مرکز تازه‌ساز فضانوردی موسوم به شهرک ستاره‌ها، کیهان‌نوردان به‌طور مرتب برای تمرین چتربازی زیر نظر نیکولای کامانین، دستیار فرمانده نیروی هوایی شوروی، به پایگاه هوایی انگلس در کنار رود ولگا فرستاده می‌شدند. شدت تمرین به حدی بود که آلکسی تنها در ماه اول ۷۰ تمرین پرش با چتر از هواپیما را به انجام رساند.
همزمان با تمرین‌های فضانوردی، وی و همکارانش در دانشکده مهندسی ژوکوفسکی حاضر می‌شدند تا دوره‌های پیشرفته‌تری در ریاضیات، فیزیک، شیمی، متالورژی، طراحی سازه‌های پرنده و طراحی مهندسی را بگذرانند. لئونوف در سال ۱۹۶۸ با مدرک مهندسی از دانشکده فارغ‌التحصیل شد.
شش ماه پس از آغاز تمرین‌ها، گروه کیهان‌نوردان برای نخستین بار با سرگئی کارالیوف، پدر برنامه فضایی شوروی، ملقب به «طراح ارشد» ملاقات کردند. در این ملاقات و دیدارهای بعدی، کارالیوف بخشی از برنامه‌هایی را که برای سفر فضایی انسان در سر داشت برای آن‌ها توضیح داد. وی گفت که مأموریت‌های آینده ایجاب می‌کند فضانوردان فنون راهپیمایی و انجام کار در فضا را فراگیرند. سپس از لئونوف خواست که طراحی فضاپیمای جدید واسخود و نحوه کار محفظه هوایی آن را از نزدیک بررسی کند و نتایج کار را به وی اطلاع دهد.
در آوریل ۱۹۶۱، الکسی لئونوف برای نظارت بر نخستین پرواز فضایی انسان، به شرقی‌ترین پست مخابراتی شوروی در شبه‌جزیره کامچاتکا فرستاده شد. او مأموریتش را که حفظ ارتباط با گاگارین در طول عبور وستوک-۱ از فراز منطقه بود، به خوبی انجام داد.
روی‌هم رفته آلکسی بیش از ۱۸ ماه برای پرواز فضایی و انجام راهپیمایی فضایی تمرین کرد. راهپیمایی فضایی او ابتدا قرار بود در طول مأموریت وستوک-۱۱ انجام شود، اما برنامه اولیه لغو شد و آن رویداد تاریخی سرانجام در طول مأموریت واسخود-۲ انجام گرفت.

### نخستین راهپیمایی فضایی

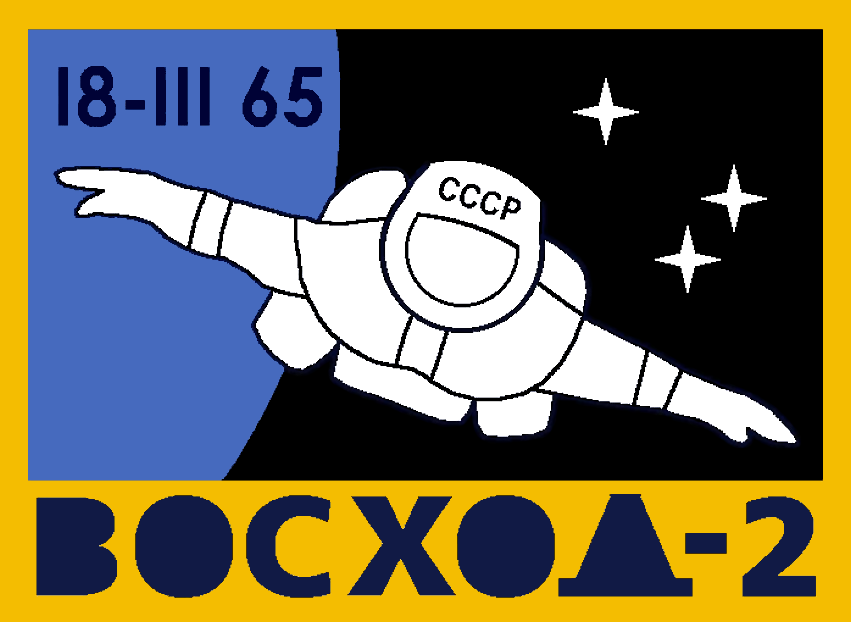
نشان رسمی مأموریت واسخود-۲

#### پرواز
در روز ۱۸ مارس ۱۹۶۵، فضاپیمای واسخود-۲ با رمز پرواز «الماس» از پایگاه فضایی بایکونور به فضا پرتاب شد. فرمانده پرواز پاول بلیایف و ناوبر آن آلکسی لئونوف بود. آلکسی در این پرواز یک بسته مداد شمعی با رنگ‌های مختلف نیز به همراه داشت!
در مدار زمین، الکسی لئونوف ابتدا به محفظه هوایی متصل به فضاپیمای واسخود وارد شد و خود را به آرامی بیرون کشید. پس از چند ثانیه مکث، در حالی‌که با کابل ایمنی به فضاپیما متصل بود، فضاپیما را رها کرد و در فضای بیکران شناور شد. خود الکسی دربارهٔ این لحظات می‌گوید:
وقتی از فضاپیما خارج شدم بر فراز دریای مدیترانه بودیم. سرم را که بالا بردم منظره‌ای بسیار گسترده در مقابل چشمانم ظاهر شد، انگار به یک نقشه غول‌آسا و رنگارنگ نگاه می‌کردم. در سمت چپ یونان و ایتالیا، روبرویم شبه جزیره کریمه، و سمت راستم کوه‌های پوشیده از برف منطقه قفقاز و رود ولگا را می‌دیدم. پس از لحظات پرهیجان اولیه، حواسم را متمرکز کردم و به مرکز کنترل گفتم که حالم خیلی خوب است. سپس با یک حرکت کوچک خودم را از محفظه هوایی دور کردم، درست مثل شناگری که برای نخستین بار از کناره استخر دور می‌شود… من در فضای بیکران راهپیمایی می‌کردم، اولین انسانی بودم که چنین تجربه‌ای می‌داشت… شعف و هیجان آن لحظه‌ها را با هیچ حسی در زندگی نمی‌توان مقایسه کرد. از طرفی مانند یک مورچه در برابر عظمت کیهان احساس ناچیز بودن می‌کردم، و از طرف دیگر احساس قدرت عجیبی در من موج می‌زد. اراده و دانش انسان بود که مرا بر فراز کره زمین قرار داده بود، احساس می‌کردم نماینده نوع بشر هستم. شدت این احساسات متناقض کاملاً مرا مسخ کرده بود.
الکسی لئونوف در حالی‌که بیرون فضاپیما شناور بود مستقیماً در جهت تابش خورشید قرار داشت و حرارت داخل لباس فضایی‌اش بیش از حد پیش‌بینی شده بالا رفته بود. او نتوانست دوربین تلویزیونی نصب شده روی سینه لباسش را روشن کند، و تنها تصاویر تلویزیونی از دوربین نصب شده روی فضاپیما برداشته می‌شد. این تصاویر با چند دقیقه تأخیر در سراسر شوروی آن روز پخش می‌شد.
روی‌هم رفته الکسی به مدت ۱۲ دقیقه در فضای بیکران شناور بود.
در پایان راهپیمایی فضایی، فشار هوای داخل لباس فضایی او به حدی زیاد شده بود که لباس قابلیت انعطاف خود را از دست داده بود، و این موضوع لئونوف را برای بازگشت به محفظه هوای فضاپیما دچار مشکل جدی کرد. نهایتاً او با بازکردن شیرهای اطمینان لباس فضایی، کمی از اکسیژن درون آن را خارج کرد و با زحمت و تقلای زیاد توانست به داخل محفظه هوایی و سپس به درون فضاپیما بازگردد. لئونوف تجربه اولین راهپیمایی فضایی را مهم‌ترین حادثه عمر و نقطه عطفی در زندگی خود می‌داند.
پس از این عملیات، آلکسی وقت استراحت خود را به نقاشی صحنه‌هایی که در طول راهپیمایی فضایی‌اش دیده بود گذراند.

#### فرود

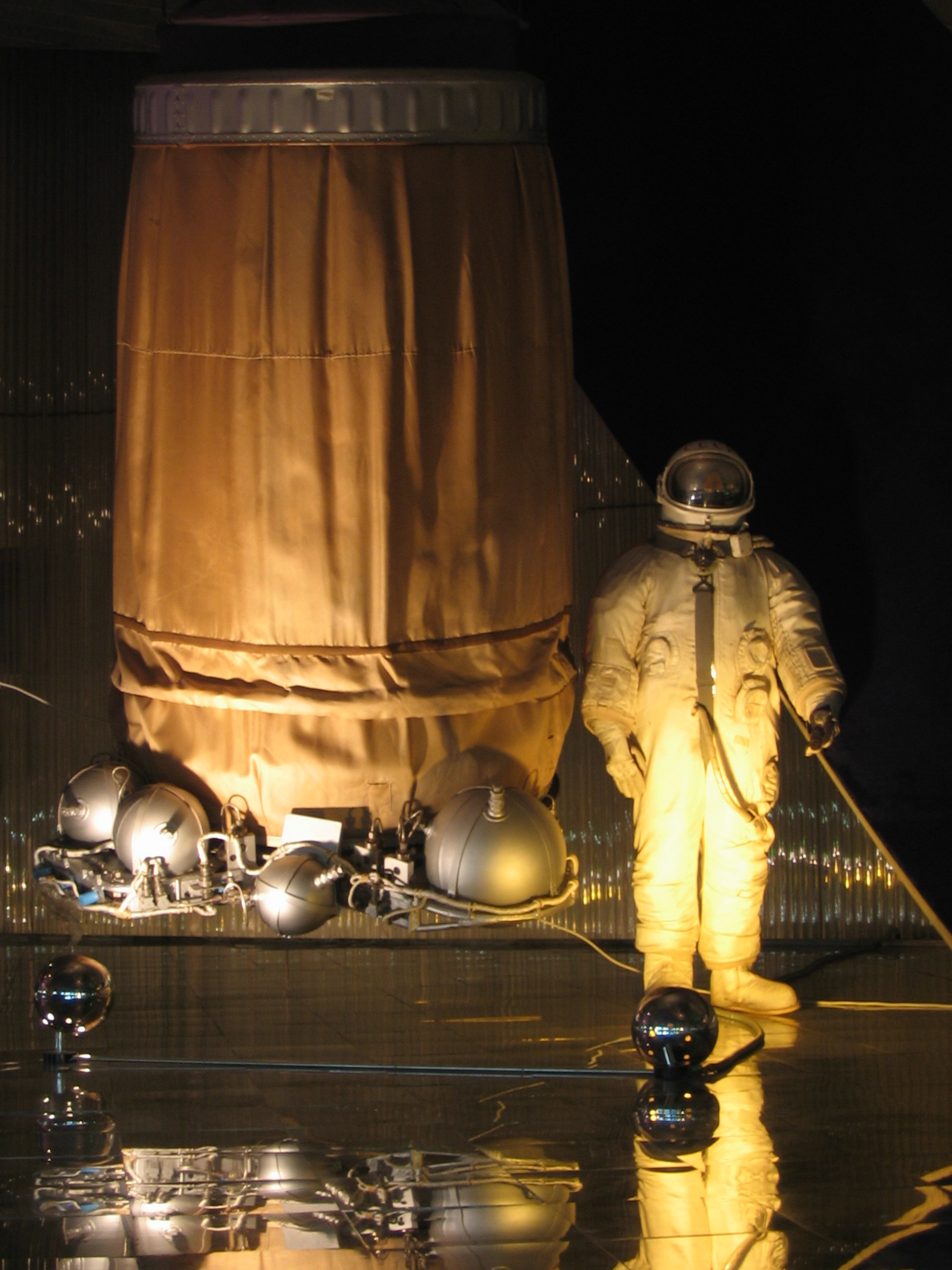
لباس فضایی آلکسی لئونوف و در کنار محفظه هوایی فضاپیمای واسخود-۲ در موزه کیهان‌نوردی در مسکو

درمرحله آماده‌سازی برای فرود، فضاپیمای واسخود-۲ دچار چهار مشکل پیاپی شد: در ابتدا پس از دور انداختن محفظه هوایی، فضاپیما با سرعت ۱۷ درجه در ثانیه شروع به دوران حول محور خود کرد. سپس فشار اکسیژن درون کابین تا حد خطرناکی بالا رفت، و در نهایت سیستم فرود خودکار فضاپیما از کنترل خارج شد. فضانوردان با راهنمایی مرکز کنترل زمینی دو مشکل اول را حل کردند. پس از آن، سیستم فرود خودکار فضاپیما را خاموش کرده، خود کنترل فرود فضاپیما را بدست گرفتند.
پس از حل مشکلات بالاخره فضاپیمای واسخود وارد جو زمین شد، اما برخلاف پیش‌بینی بخش سرویس فضاپیما از کپسول حامل فضانوردان جدا نشد و با چند رشته کابل به آن متصل باقی ماند. این مشکل باعث شد فضاپیما دچار تلاطم و دوران شدید شود، تا اینکه بالاخره کابل‌ها در اثر حرارت ناشی از ورود به جو زمین سوختند. در نهایت فضاپیما در میان برف در جنگل‌های انبوه تایگا در ۲۰۰۰ کیلومتری شهر پرم و بسیار دورتر از موقعیت برنامه‌ریزی شده فرود آمد. آن‌ها با فرستادن پیام‌های رادیویی سعی کردند مرکز را از موقعیت دقیق خود مطلع سازند. با اینکه این پیام‌ها در مسکو دریافت نشده بود، اما پست‌های شنیداری رادیویی در شبه جزیره کامچاتکا و در شهر بن در آلمان پیام‌ها را دریافت کرده بودند.
تا رسیدن کمک، فضانوردان دو شب را در داخل کپسول فضایی سرکردند. هواپیماهای گشتی پس از دو روز موقعیت فضاپیما را کشف کردند، و تیم نجات به همراه بالگردی برای نجات به منطقه فرستاده شد. چندین درخت برای فرود بالگرد قطع شد، و فضانوردان به همراه تیم نجات با اسکی کردن روی برف خود را به بالگرد رساندند.
پس از بازگشت به مسکو، آلکسی لئونوف عالی‌ترین نشان‌های ملی، شامل «قهرمان اتحاد شوروی» و «نشان طلایی لنین» را دریافت کرد و درجه نظامی وی به سرهنگی ارتقاء داده شد. پس از یک مرخصی ۴۵ روزه، وی برای سخنرانی و دریافت نشان افتخار به کشورهای چکسلواکی، مجارستان، یوگسلاوی، فرانسه، اتریش، یونان و کوبا سفر کرد.

### مصاحبه با ناسا
راهپیمایی فضایی لئونوف ابتدا در غرب به عنوان نمایشی ساختگی قلمداد شد، اما در آوریل ۱۹۶۵، گروهی از متخصصان ناسا در سفری یک هفته‌ای به مسکو با کیهان‌نوردان و به ویژه شخص لئونوف دربارهٔ جزئیات فنی عملیات و تجربیاتشان گفتگو کردند. لئونوف بر این باور است که نتیجه این تبادل اطلاعات تغییر بزرگی در جهت‌گیری برنامه فضایی آمریکا به وجود آورد.

### برنامه پرواز به ماه
از اوایل دهه ۱۹۶۰ میلادی، متخصصان تحت نظارت سرگئی کارالیوف برای سفر به ماه برنامه‌ریزی و کار می‌کردند. بین سال‌های ۱۹۵۹ تا ۱۹۶۸، چندین کاوشگر فضایی روسی به مدار و سطح ماه رسیدند تا زمینه را برای فرود انسان فراهم کنند. آن‌ها مصمم بودند که نخستین فضانورد را در سال ۱۹۶۸ یا اوایل ۱۹۶۹ به ماه بفرستند.
در ۲۷ مارس ۱۹۶۸ پس از سقوط هواپیمای گاگارین، لئونوف به همراه هیئتی برای تحقیق به محل سانحه اعزام شد.
در نیمه دوم ۱۹۶۸، آلکسی لئونوف به عنوان فرمانده نخستین مأموریت سایوز برای پرواز و پیمودن مدار ماه برگزیده شد. به دلیل بروز نقص فنی در موشک غول‌آسای N1 این مأموریت با تأخیر مواجه شد، تا اینکه پس از موفقیت آمریکا در پرواز سرنشین‌دار در مدار ماه طی مأموریت آپولو ۸، برنامه پرواز سایوز لغو شد.
پس از آن لئونوف به عنوان فرمانده فضاپیمای ماه‌نورد لوک ان-۱ (LOK/N1) منصوب شد، و بدین ترتیب قرار شد که افتخار گذاشتن اولین گام بر ماه به آلکسی لئونوف برسد.
یکی از دلایل انتخاب او این بود که برنامه شوروی برای فرود بر ماه نیاز به تجربه در راهپیمایی فضایی داشت. مجدداً به دلیل بروز مشکل در پرتابه N1، مأموریت با تأخیر مواجه شد و پس از موفقیت نیل آرمسترانگ در مأموریت آپولو ۱۱، برنامه فرستادن فضانوردان روسی به ماه به‌طور کلی لغو شد. پس از آن، توجه شوروی به برنامه ایستگاه‌های فضایی سالیوت و آلماز در مدار زمین معطوف شد.

### پروژه آپولو-سایوز

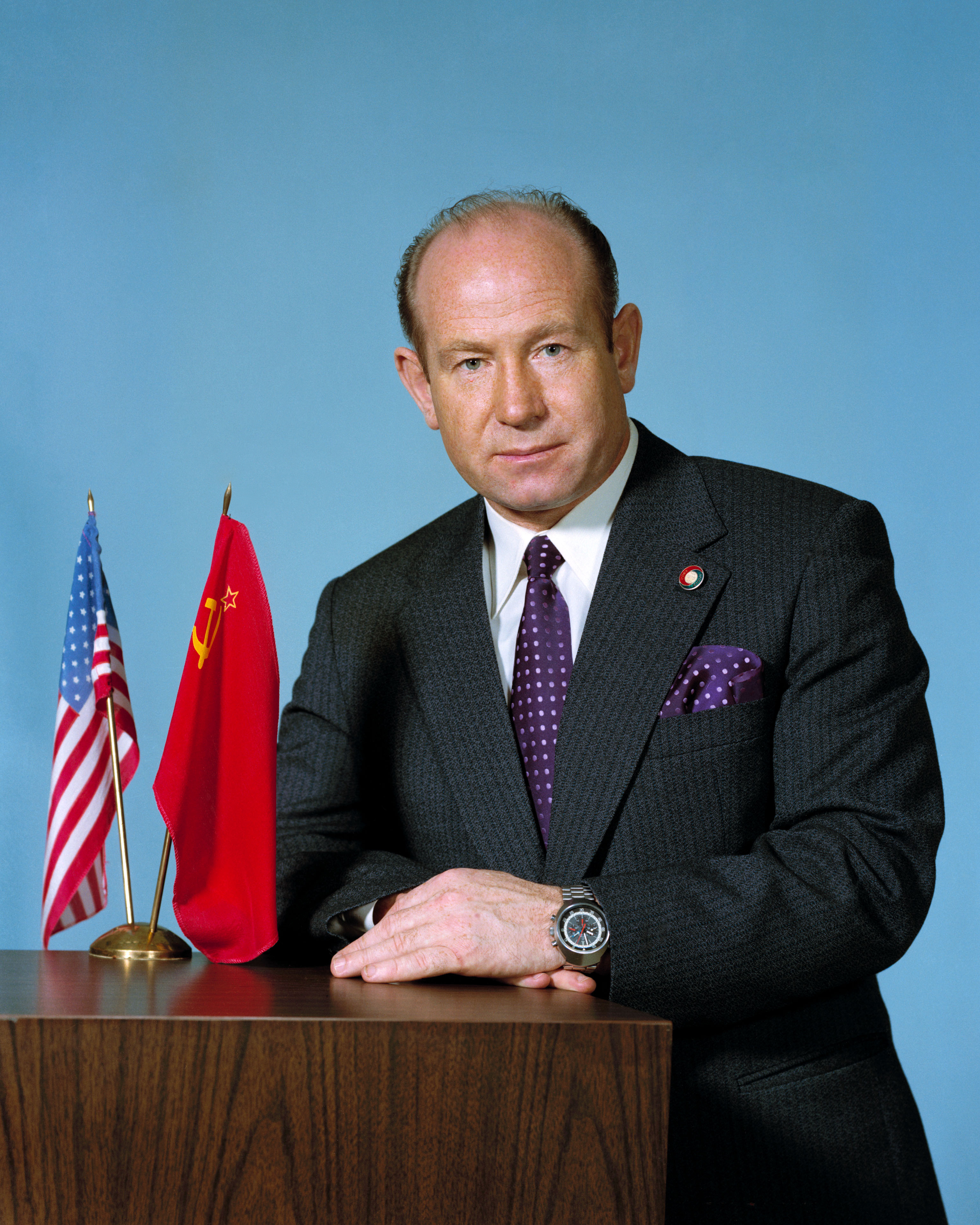
نگاره‌ای به‌تاریخ آوریل ۱۹۷۴ میلادی، از الکسی لئونوف. او در پروژه آزمایشی آپولو–سایوز نقش مؤثری ایفا کرد.

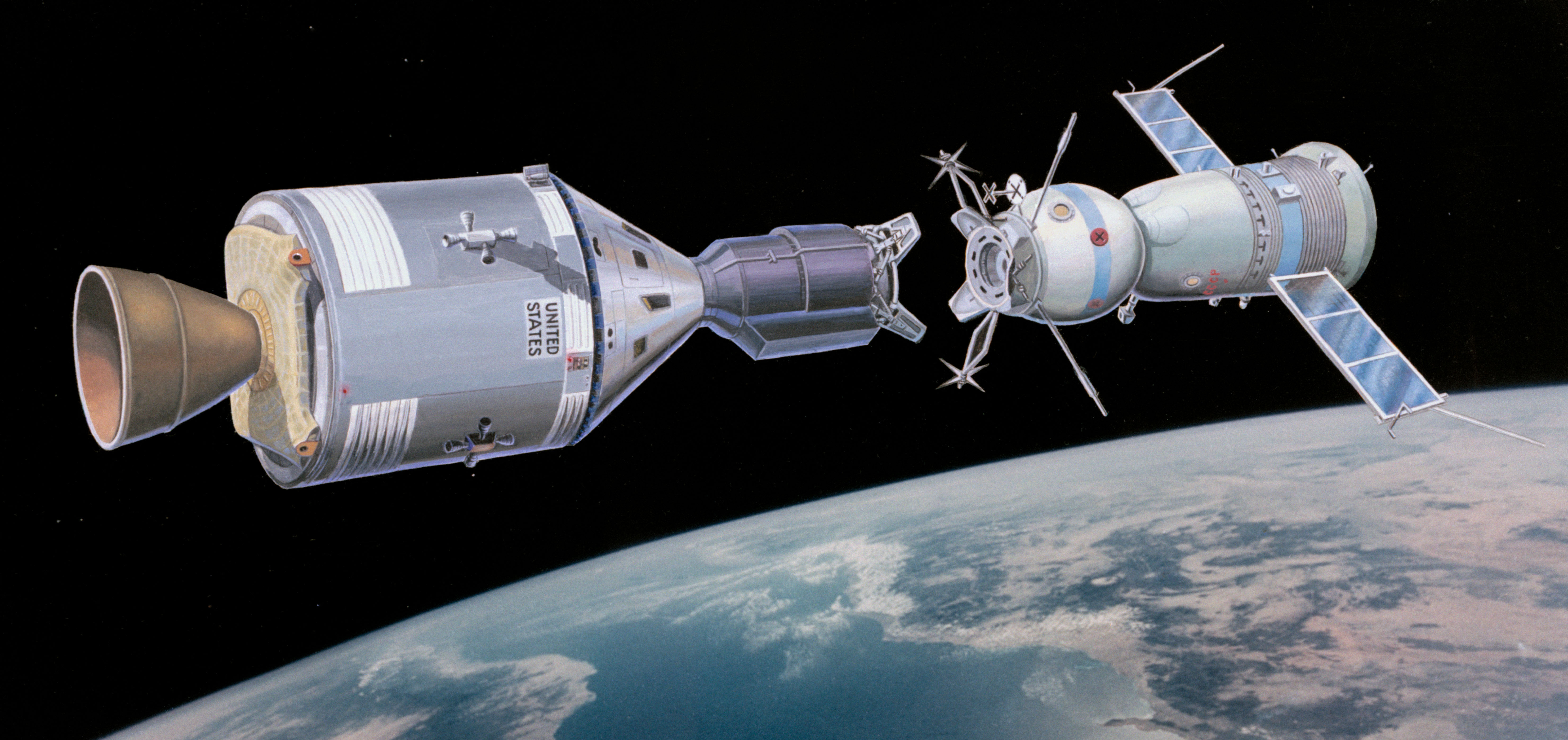
فضاپیماهای سایوز و آپولو پیش از اتصال

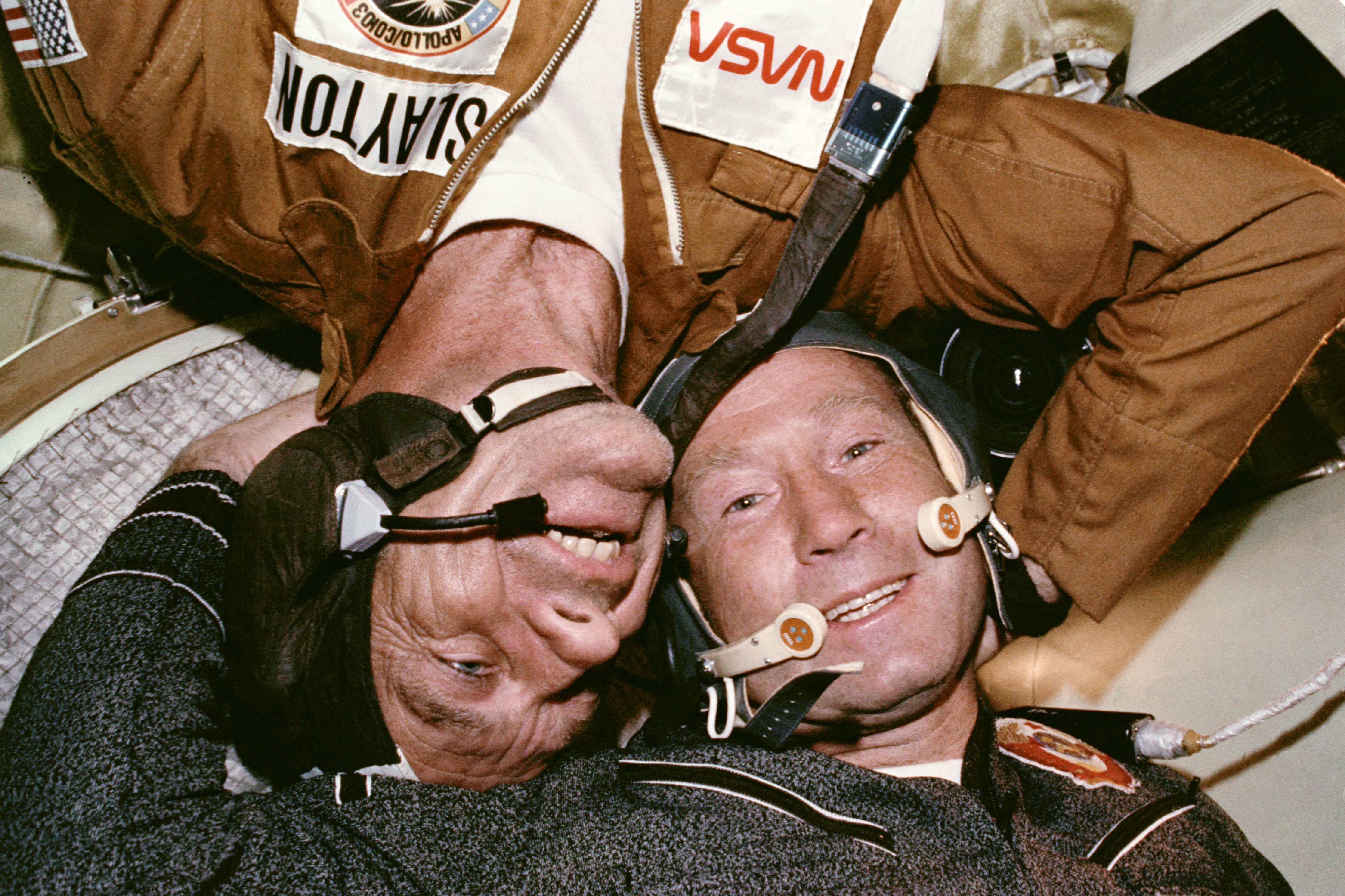
دیدار آلکسی لئونوف و دیک اسلیتون در میهمانی فضایی در طول پروژه آزمایشی آپولو-سایوز

در سال ۱۹۷۲ در دوره‌ای موسوم به تنش‌زدایی یا رازریادکا، برای مدت کوتاهی یخهای سیاسی بین دو قطب غرب و شرق یعنی آمریکا و شوروی ذوب شد و زمزمه همکاری دوجانبه به ویژه در عرصه کاوش‌های کیهانی مطرح گشت. نقطه عطف این همکاری فضایی، پروژه آزمایشی آپولو-سایوز بود، که موافقتنامه آن در بهار سال ۱۹۷۲ بین ریچارد نیکسون و آلکسی کاسیگین امضاء شد. طی این موافقتنامه، قرار بر این شد که فضاپیماهای سایوز و آپولو در مدار زمین با هم ملاقات کرده و متصل شوند و فضانوردان روسی و آمریکایی در مدار زمین میهمان هم باشند. برای پیشبرد این پروژه، آمریکا و شوروی هرکدام هیئتی را شامل فضانوردان خبره و مهندسان انتخاب کرده و به این پروژه اختصاص دادند. هر یک از این هیئت‌ها چندین بار به کشور مقابل سفر کرد تا از تأسیسات فنی و فضایی آن‌ها بازدید کند و با روش کار آن‌ها آشنا شود. برای حسن نیت، قرار بر این شد که کیهان‌نوردان روسی زبان انگلیسی را فراگیرند و فضانوردان آمریکایی به زبان روسی مسلط شوند.
در سال ۱۹۷۳ آلکسی لئونوف به عنوان فرمانده هیئت فضانوردی روسی انتخاب شد و علاوه بر آموختن زبان انگلیسی و برنامه‌ریزی برای میزبانی هیئت آمریکایی، چندین بار به همراه کیهان‌نوردان دیگر به آمریکا سفر کرد.
سرانجام در روز ۱۵ ژوئیه ۱۹۷۵، فضاپیمای سایوز-۱۹ با فرماندهی آلکسی لئونوف و همراهی والری کوباسوف به فضا پرتاب شد. به فاصله هفت ساعت و نیم، فضاپیمای آپولو نیز به فضا پرتاب شد. پس از دو روز، سایوز و آپولو در مدار زمین به هم ملحق و متصل شدند، و با بازشدن دریچه ارتباطی بین آنها، فضانوردان آمریکایی با کیهان‌نوردان روسی دست دادند و به عنوان میهمان به فضاپیمای سایوز وارد شدند.
برنامه این میهمانی فضایی از قبل به دقت تنظیم شده بود، اما الکسی لئونوف دو سورپرایز برای میهمانان داشت:
- روی تیوب محتوی سوپ بُرش، غذای سنتی روسی، نشان یک ودکای معروف روسی چسبانده بود که نخست باعث تعجب و سپس خنده فضانوردان و مراکز کنترل زمینی شد.
- از صورت هرسه فضانورد آمریکایی در طول دوره تمرین مشترک برای ماموریت آپولو-سایوز نقاشی کرده بود. الکسی بالا نقاشی‌ها نوشته بود: «تقدیم به دلیرمردان دنیای ما» و پای آن‌ها نیز علاوه بر امضای آلکسی، پیامی به این مضمون وجود داشت: «به سایوز خوش آمدید، بازهم تشریف بیاورید».

پس از انجام موفقیت‌آمیز مأموریت و بازگشت به زمین، درجه نظامی لئونوف به تیمسار ارتقاء پیدا کرد.
با اینکه انگیزه پروژه آزمایشی آپولو سایوز، تنش‌زدایی بین روابط ابرقدرت‌های شرق و غرب بود، فضانوردان در طی آن آزمایش‌های علمی و فنی مهمی را به انجام رساندند. از جمله این آزمایش‌ها علمی می‌توان به ایجاد خورشیدگرفتگی مصنوعی برای عکس‌برداری از تاج خورشید اشاره کرد. همچنین مهندسان آمریکایی و روسی این امکان را یافتند که کارکرد سیستم‌های فضایی متفاوتشان را با هم هماهنگ کنند. نتایج این همکاری بعدها برای اتصال فضاپیمای شاتل آمریکا به ایستگاه فضایی میر و نیز ساخت ایستگاه فضایی بین‌المللی بکار گرفته شد.

## دانستنی‌ها دربارهٔ آلکسی لئونوف

### هنرمند
آلکسی لئونوف علاوه بر مشغولیت‌های فضایی، هنرمندی برجسته‌است و آثار نقاشی خود را به چاپ رسانده‌است. او عضو فرهنگستان هنری روسیه و فرهنگستان هنری پوشکین در آمریکا است. لئونوف در مأموریت‌های فضایی‌اش با خود مداد رنگی و مداد شمعی می‌برده و در آنجا مناظر فضایی را نقاشی می‌کرده‌است.

#### نگارخانه هنری
نقاشی‌ها و طرح‌های الکسی لئونوف به همراه هنرمند دیگر روس آندره سوکولوف در مجموعه‌ای از تمبرهای یادبود شوروی به مناسبت‌های گوناگون مرتبط با اکتشافات فضایی بکار رفته‌است. نخستین نمونهٔ آن ۳ تمبر به مناسبت بزرگداشت روز جهانی فضانوردی در مارس ۱۹۶۷، و نمونه دوم آن مجموعه‌ای از ۵ تمبر با مضمون‌های علمی تخیلی در اکتبر ۱۹۶۷ بودند.
مجموعهٔ سوم این تمبرها در سپتامبر ۱۹۷۲ و به مناسبت پانزدهمین سالگرد آغاز عصر فضا چاپ شد. این مجموعه دارای شش تمبر ۶ کوپکی است که توسط لئونوف و سوکولوف طراحی شده‌اند و مضمون آن‌ها بزرگداشت دستاوردهای فناوری و فضایی اتحاد شوروی است. هریک از تمبرهای این مجموعه دارای دو بخش است: نیمهٔ رنگی (سمت چپ) نشانگر دستاوردهای شوروی در کاوش‌های کیهانی، و بخش سمت راست آن تصاویری علمی تخیلی از آینده کاوش‌های فضایی است.
| پست اتحاد جماهیر شوروی، پانزدهمین سالگرد آغاز عصر فضا، نقاشی‌های الکسی لئونوف و آندره سوکولوف | پست اتحاد جماهیر شوروی، پانزدهمین سالگرد آغاز عصر فضا، نقاشی‌های الکسی لئونوف و آندره سوکولوف | پست اتحاد جماهیر شوروی، پانزدهمین سالگرد آغاز عصر فضا، نقاشی‌های الکسی لئونوف و آندره سوکولوف |
| -------------------------------------------------------------------------------------------- | -------------------------------------------------------------------------------------------- | -------------------------------------------------------------------------------------------- |
|                                                                                              |                                                                                              |                                                                                              |
| ماهوارهٔ اسپوتنیک-۱ نخستین ماهوارهٔ جهان                                                       | فضاپیمای وستوک-۱ نخستین فضاپیمای سرنشین‌دار جهان                                              | فضاپیمای واسخود-۲ نخستین راهپیمایی فضایی جهان                                                |
|                                                                                              |                                                                                              |                                                                                              |
| ماهنورد لوناخود-۱ نخستین خودروی فضایی خودکار                                                 | فضاپیمای ونرا-۷ نخستین فضاپیمای فرودآمده بر زهره                                             | فضاپیمای مارس-۳ نخستین فضاپیمای فرودآمده بر مریخ                                             |

### انجمن کاوشگران فضا
آلکسی لئونوف یکی از بنیان‌گذاران انجمن کاوشگران کیهان در سال ۱۹۸۵ است.

### اودیسه فضایی

«نزدیک ماه» اثر الکسی لئونوف

آرتور سی کلارک، نویسنده مشهور رمان‌های علمی-تخیلی در مقدمه داستان ۲۰۱۰: اودیسه دو می‌نویسد که پس از پخش فیلم ۲۰۰۱: اودیسه فضایی در سال ۱۹۶۸، لئونوف به وی متذکر شده که ترتیب و چیدمان ماه، زمین و خورشید در فیلم، بسیار شبیه نقاشی لئونوف موسوم به «نزدیک ماه» است. سپس الکسی لئونوف یک نسخه از این نقاشی را با امضای خودش به آرتور سی کلارک هدیه کرده که از آن زمان تا پایان زندگی کلارک روی دیوار دفتر کار کلارک قرار داشت.
کتاب رمان علمی‌تخیلی ۲۰۱۰: اودیسه دو را آرتور سی کلارک به الکسی لئونوف و آندره ساخاروف، دانشمند روسی، تقدیم کرده، و یکی از فضاپیماهای رمان را کیهان‌نورد الکسی لئونوف نامیده‌است.

### خانواده
آلکسی لئونوف با همسرش اسوتلانا در نزدیکی شهرک ستاره‌ها در مسکو زندگی می‌کنند. این زوج دارای دو فرزند دختر به نام‌های ویکتوریا و اوکسانا هستند.

### مهندسی و علوم
لئونوف در سال ۱۹۶۸ از دانشکده مهندسی ژوکوفسکی فارغ‌التحصیل شد. او در کارنامه خود ۱۰ مقاله علمی و ۴ اختراع ثبت شده دارد. در سال ۱۹۹۶، او جایزه افتخاری انجمن تسلا را در شهر بلگراد دریافت کرد. در حال حاضر، وی نماینده روسیه در انجمن یادبود تسلا در نیویورک است.

### پس از بازنشستگی
آلکسی لئونوف پس از بازنشستگی، در سال ۱۹۹۱ به مقام معاونت مدیر عامل آلفا بانک در مسکو انتخاب شد.

### کتاب دو سوی ماه
در یکی از سفرهای هیئت آمریکایی به مسکو برای هماهنگی پروژه آپولو-سایوز، لئونوف با یکی از فضانوردان هیئت آمریکایی به نام دیوید اسکات آشنا شد و پس از دعوت وی به منزل و استودیوی هنری‌اش در مرکز مسکو، این دو نفر ساعت‌ها با هم در مورد برنامه فضایی دو کشور و علاقه‌مندی‌های شخصی‌شان گفتگو کردند. در این ملاقات‌ها بود که طرف آمریکایی برای نخستین بار جزئیاتی در مورد برنامه فضایی شوروی به دست آورد، از جمله اینکه لئونوف قرار بوده اولین انسانی باشد که به ماه قدم می‌گذارد، و اینکه پیشگامی برنامه فضایی شوروی در مسابقه فضایی تا چه حد به رؤیاها، ابتکار عمل و پشتکار سرگئی کارالیوف وابسته بوده‌است.
این گفتگو آغاز دوستی درازمدت میان آقای لئونوف و اسکات بود، و در سال ۲۰۰۶ میلادی این دو نفر باهم خاطرات خود را از مسابقه فضایی آمریکا و شوروی به صورت کتابی با عنوان «دو سوی ماه: داستان ما از مسابقه فضایی در جنگ سرد» منتشر کردند. نیل آرمسترانگ و تام هنکس هردو بر این کتاب مقدمه‌ای نگاشته‌اند.

### فرار از چنگ مرگ
به‌جز خطراتی که آلکسی لئونوف در سفرهای فضایی از سر گذرانده، چندین بار در شرایط دیگر از چنگ مرگ گریخته‌است:
- در ۲۲ ژانویه ۱۹۶۹، اتومبیل حامل وی، آندریان نیکولایف، گئورگی برگوی و والنتینا ترشکوا در حالی‌که از میان جمعیت تشویق کنندگان در مسکو می‌گذشت هدف گلوله قرار گرفت. این حمله در اصل برای ترور لئونید برژنف ترتیب داده شده بود، اما تیرانداز به اشتباه اتومبیل فضانوردان را مورد هدف قرار داد. در این حادثه راننده در دم جان سپرد اما به کیهان‌نوردان آسیبی نرسید.
- آلکسی لئونوف و والری کوباسوف به عنوان فضانوردان اصلی در مأموریت سایوز-۱۱ برای سفر به ایستگاه فضایی سالیوت-۱ تعیین شده بودند، اما به علت بیماری کوباسوف فضانوردان ذخیره جای آن‌ها را گرفتند. فضاپیمای سایوز پس از انجام مأموریت و در راه بازگشت به زمین دچار سانحه شد و هر دو فضانورد ذخیره جان خود را از دست دادند.
- در یک روز زمستانی اتومبیل لئونوف و همسرش بعلت لغزندگی از جاده خارج و به درون دریاچه‌ای پوشیده از یخ در روسیه سقوط کرد. وی موفق شد همسرش را از اتومبیل خارج کرده و نجات دهد.[۹]

## درگذشت
در بیمارستان بوردانکو در مسکو در ۸۵ سالگی درگذشت.

## افتخارات و نشان‌ها

### نامگذاری‌های افتخاری

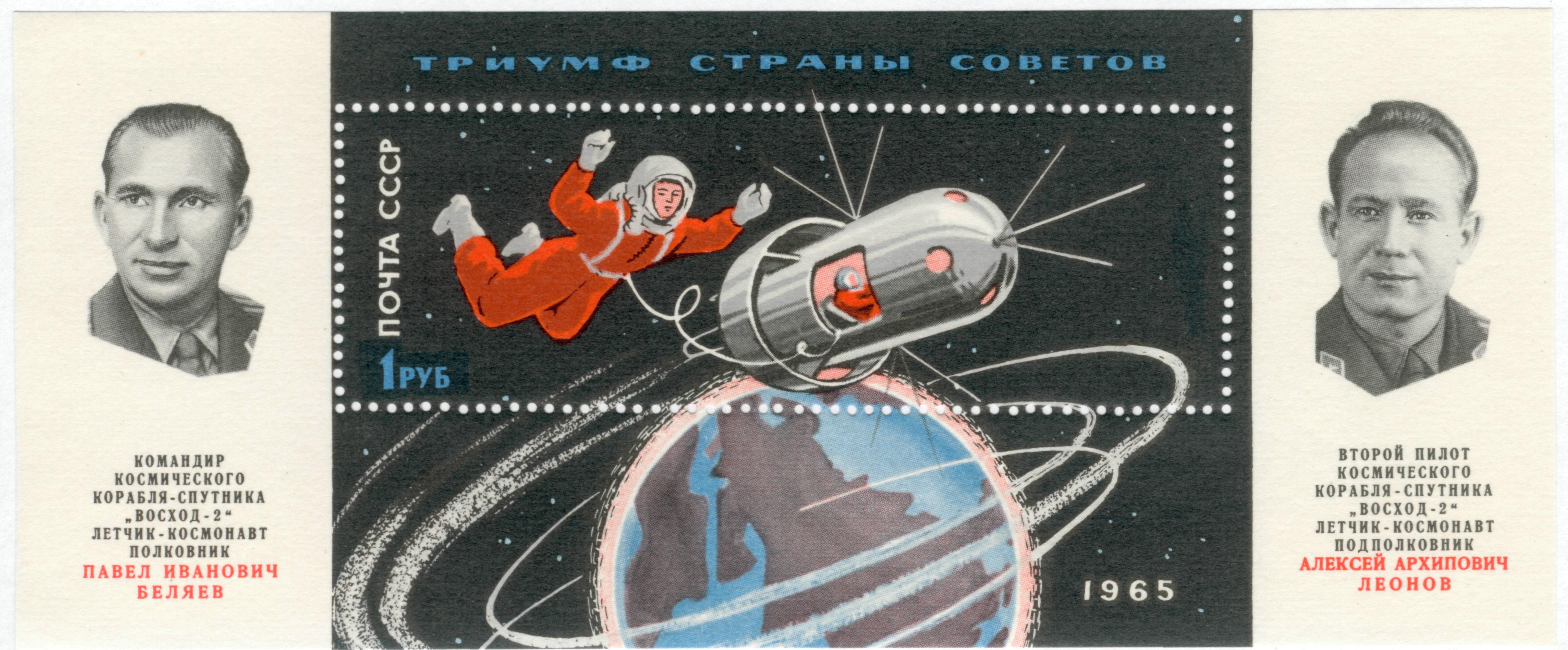
تمبر یادبود نخستین راهپیمایی فضایی با تصویر آلکسی لئونوف و پاول بلیایف؛ اتحاد شوروی ۱۹۶۵

- فضاپیمایی به نام «کیهان‌نورد آلکسی لئونوف» در رمان ۲۰۱۰: اودیسه دو اثر آرتور سی کلارک
- روی جلد مجله تایم مورخ ۲۵ مارس ۱۹۶۵[۱۷]
- یکی از دهانه‌های آتشفشانی در روی تاریک ماه
- یک مرکز آسمان‌نما در هلند

### عنوان‌ها
- خلبان کیهان‌نورد اتحاد شوروی (۱۹۶۵)
- ورزشکار سال اتحاد شوروی (۱۹۶۵)
- درجه دکترای مهندسی (۱۹۸۱)
- جایزه دولتی اتحاد شوروی (۱۹۸۱)
- قهرمان جنبش سوسیالستی (۱۹۶۵)
- قهرمان جنبش کارگری (۱۹۶۵)
- نشان افتخار برای خدمت به نیروهای مسلح میهن

### نشان‌های عالی
- نشان طلایی لنین
- نشان ستاره سرخ قهرمان اتحاد شوروی

### شهروندی افتخاری
- شهرهای ولوگدا، کالینینگراد، کالوگا، کمرُوو، نالچیک و پرم در فدراسیون روسیه
- شهر کرمنچوک در اوکراین
- شهر آرکالیک در قزاقستان
- شهرهای ولیکو تورنوو، ویدین و اسوشوف در بلغارستان
- شهر سان آنتونیو در شیلی
- شهر اوستی ناد لابم در جمهوری چک

### تمبرهای یادبود
چندین کشور جهان بین سال‌های ۱۹۶۵ و ۱۹۶۹ تمبرهایی به مناسبت بزرگداشت دستاوردهای الکسی لئونوف و همکارانش چاپ و منتشر کردند.

#### سال ۱۹۶۵
- تمبر ۱۰ کوپکی اتحاد شوروی
- تمبر ۶ کوپکی اتحاد شوروی

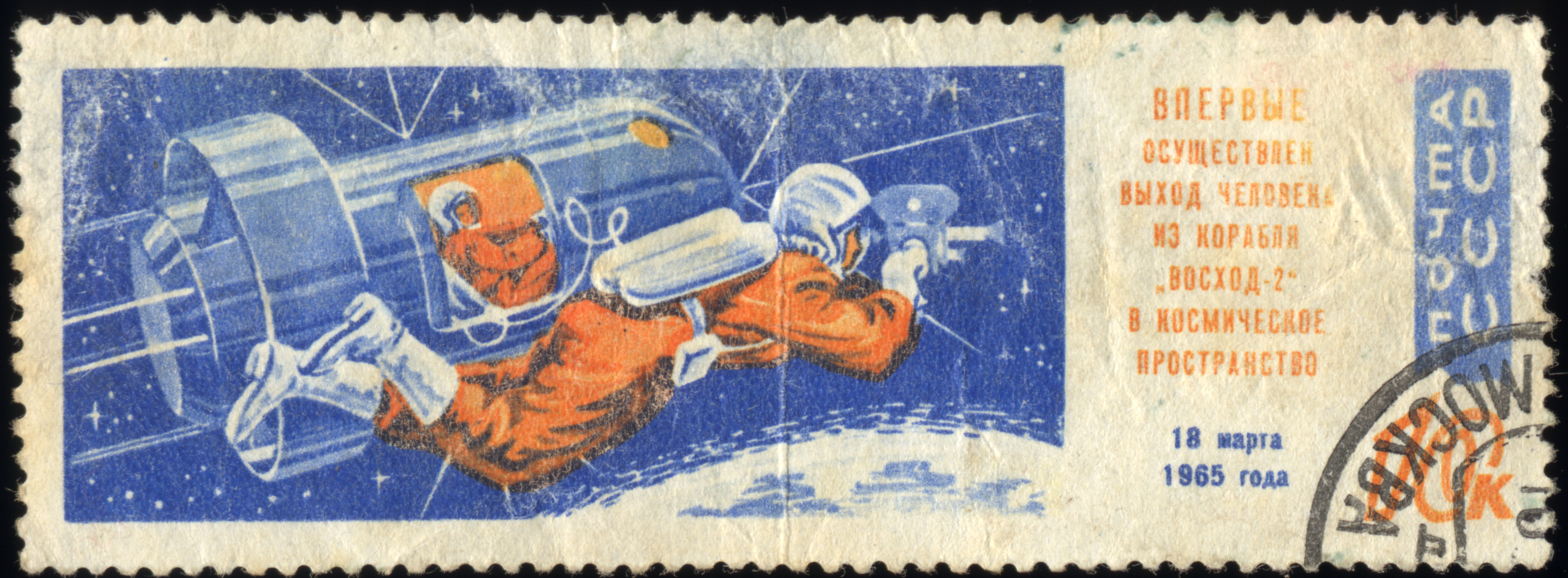
بزرگداشت نخستین راهپیمایی فضایی، آلکسی لئونوف و پاول بلیایف در مأموریت واسخود-۲؛ اتحاد شوروی ۱۹۶۵

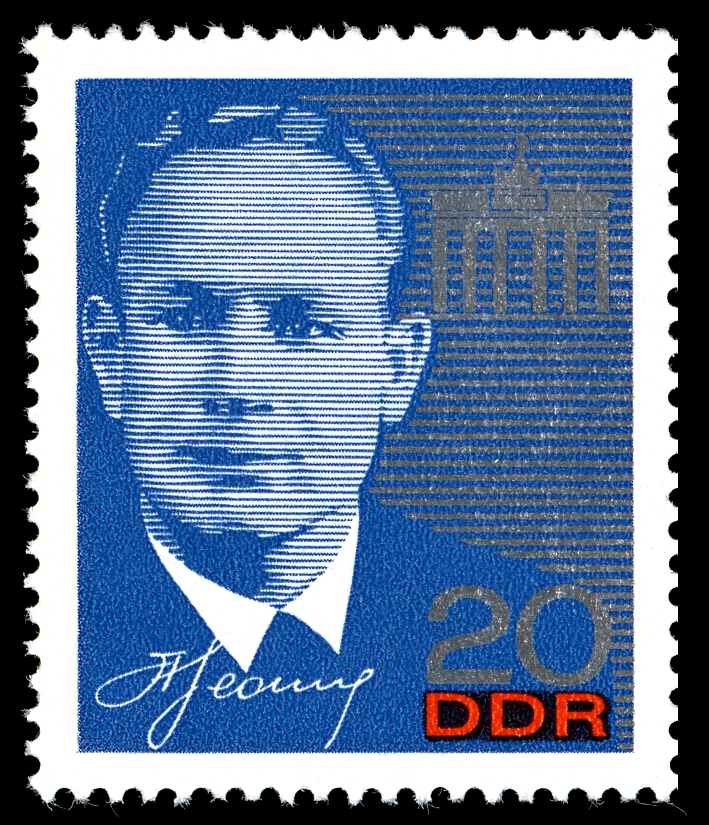
به افتخار آلکسی لئونوف؛ جمهوری دموکراتیک آلمان

- اتحاد شوروی با تصویر آلکسی لئونوف و پاول بلیایف
- آلبانی با تصویر آلکسی لئونوف و پاول بلیایف
- آلبانی
- بلغارستان، دو سری تمبر با تصویر آلکسی لئونوف و پاول بلیایف
- کوبا، دو سری
- چکسلواکی، دو سری
- جمهوری دموکراتیک آلمان، دو سری
- مجارستان
- توگو
- ویتنام

#### سال ۱۹۶۶
- بلغارستان، با تصویر آلکسی لئونوف و پاول بلیایف
- اکوادور
- مالی
- موریتانی
- نیجر

#### سال ۱۹۶۹
- مغولستان